# Place Saint-Blaise
La place Saint-Blaise est une voie située dans les quartiers du Père-Lachaise et de Charonne du 20e arrondissement de Paris.

## Situation et accès
La place Saint-Blaise est desservie à proximité par la ligne 3 à la station Porte de Bagnolet.

## Origine du nom
Elle doit son nom à une chapelle de l'église Saint-Germain-de-Charonne consacrée à saint Blaise et à sa proximité avec la rue Saint-Blaise.

## Historique
Cette voie de l'ancienne commune de Charonne qui était dénommée « place de la Mairie » est classée dans la voirie parisienne par un décret du 23 mai 1863 avant de prendre sa dénomination actuelle par un arrêté du 26 février 1867.

## Bâtiments remarquables et lieux de mémoire
- L'église Saint-Germain-de-Charonne classée aux monuments historiques[1] en 1923.